# Alyssa Baumann
Alyssa Baumann (Dallas; 17 de mayo de 1998) es una gimnasta artística estadounidense, campeona del mundo en Nanning 2014 en el concurso por equipos.

## Carrera deportiva
Participó en el Campeonato de Estados Unidos de 2014, celebrado en Pittsburgh, donde fue plata en el ejercicio de la viga de equilibrio. Poco después ayudó a su equipo a ganar la medalla de oro en el Mundial celebrado en Nanning, China; las otras seis componentes del equipo estadounidense eran: Kyla Ross, Simone Biles, Mykayla Skinner, Madison Kocian, Ashton Locklear y Madison Desch.
Al año siguiente, volvió a ganar la medalla de plata en la viga de equilibrio, en el Campeonato de Estados Unidos, que en esta ocasión se celebró en la ciudad de Indianápolis.